# Allan Lichtman

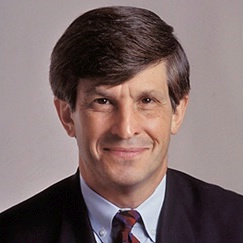
Allan Lichtman

Allan Jay Lichtman (geboren 4. April 1947 in Brownsville, New York City) ist ein US-amerikanischer Historiker, Politikwissenschaftler und ehemaliger Politiker der Demokratischen Partei. In den USA ist er besonders für seine Wahlprognosen bei US-Präsidentschaftswahlen bekannt.

## Leben
Allan Lichtman, der jüdische Wurzeln hat, besuchte die Stuyvesant High School und studierte anschließend Geschichte an der Brandeis University. Er wurde 1973 an der Harvard University promoviert. Seither lehrt er in Washington, D.C. an der American University, die ihn 1980 zum Professor ernannte.
Lichtman wurde wiederholt von Nichtregierungsorganisationen in juristischen Auseinandersetzungen um Bürgerrechte als Experte benannt. Er arbeitete als Berater für die demokratischen Politiker Al Gore und Edward Kennedy. Nach den Präsidentschaftswahlen im Jahr 2000 untersuchte er die Unregelmäßigkeiten bei den Wahlen im Staat Florida. 2006 trat Lichtman ohne Erfolg im Staat Maryland bei der parteiinternen Vorwahl der Demokratischen Partei als Kandidat für den Senat der Vereinigten Staaten an.
Lichtman entwickelte mit dem Statistiker Jack Moshman aus historischen Wahldaten ein Prognosesystem für die US-Präsidentschaftswahlen. Bis auf eine Ausnahme  lieferte es, seit dem ersten Einsatz 1984, bis einschließlich der Wahl 2020 richtige Vorhersagen.  Vor der Wahl von 2000 prognostizierte er fälschlicherweise einen Sieg von Al Gore, da er bis dato die Popular Vote, die Gore tatsächlich gewann, als Grundlage für den Wahlsieg verwendete. Seit 1888 hatten alle Kandidaten, die die Popular Vote gewonnen hatten, auch ins Weiße Haus einziehen können. Das Buch Keys to the White House wurde 1996 erstmals veröffentlicht. Nach der Wahl 2016 äußerte er sich zur Frage eines Amtsenthebungsverfahrens und prognostizierte, Donald Trump werde seine erste Amtszeit als Präsident nicht überstehen und irrte sich erneut.
Für die Präsidentschaftswahl in den Vereinigten Staaten 2024 sagte er Anfang September 2024 den Sieg von Kamala Harris voraus, welche jedoch die Wahl gegen Donald Trump verlor.
Jedoch hatte er wenige Monate zuvor, im Juni 2024, kurz vor Joe Bidens Rückzug, die Demokraten davor gewarnt, Biden gegen einen anderen Kandidaten auszutauschen, weil dies den Sieg der Demokraten in Gefahr brächte. Er war der festen Überzeugung, dass Biden, trotz allem, noch gegen Trump gewinnen würde. Im Vorfeld der Wahl beklagte Lichtman Anfeindungen von den Anhängern Donald Trumps.

## Schriften (Auswahl)
- mit Valerie French: Historians and the Living Past: The Theory and Practice of Historical Study. Arlington Heights, Ill.: Harlan Davidson, Inc., 1978
- mit Laura Irwin Langbein: Ecological Inference. Sage Series In Quantitative Applications In The Social Sciences, 1978
- Your Family History: How to Use Oral History, Personal Family Archives, and Public Documents To Discover Your Heritage. New York: Random House, 1978
- Prejudice and the Old Politics: The Presidential Election of 1928. Chapel Hill: University Of North Carolina Press, 1979
- mit Joan Challinor (Hrsg.): Kin and Communities: Families In America. Washington, D. C.: Smithsonian Press, 1979
- mit Ken Decell: The Thirteen Keys To The Presidency. Lanham: Madison Books, 1990 ISBN 978-0-8191-7008-8
- The keys to the White House : a surefire guide to predicting the next president. Lanham: Madison Books, 1996 ISBN 978-0-7391-0179-7
- White Protestant Nation: The Rise of the American Conservative Movement. Grove/Atlantic Press, 2008. ISBN 978-0-87113-984-9
- mit Richard Breitman: FDR & the Jews. Harvard University Press, 2013
- The Case for Impeachment. Dey Street Books, 2017 ISBN 978-0062696823[8]